# أولمبيسين
أولمبيسين هو هيدروكربون عطري متعدد الحلقات له الصيغة الكيميائية C19H12؛ يتألف المركب بنيوياً من خمس حلقات بنزين مندمجة بشكل يشبه الشعار الأولمبي.

## التاريخ
ابتدع المركب في مارس/آذار 2010 كمحاولة من البروفيسور في جامعة أكسفورد غراهام ريتشاردز، ومن الكيميائي البريطاني أنتوني جون وليامز، مؤسس موقع كيم سبايدر للاحتفال بتنظيم الألعاب الأولمبية الصيفية 2012 في لندن. حضر المركب لأول مركب الكيميائي أنيش مستري وديفيد فوكس في جامعة وريك في المملكة المتحدة.

## الخواص
تم حساب الطاقات النسبية والمتصاوغات وحسابات البنية الإلكترونية الكمومية وفق مبادئ الكيمياء النظرية في جامعة شيكاغو. تم التمكن من الحصول على صور أولية للمركب باستخدام تقنية مجهر المسح النفقي (STM)، إلى أن تمكن فريق من شركة IBM في مدينة زيورخ من الحصول على صور أكثر دقة باستخدام تقنية مجهر القوة الكهربائية الساكنة Electrostatic force microscope سنة 2012.

## التحضير
تبدأ عملية تحضير مركب الأولمبيسين بإجراء تفاعل فيتيغ على كربوكسي ألدهيد البيرين؛ ومن أجل الحصول على ملح الإيليد المطلوب، ينبغي أن يفاعل ثلاثي فينيل الفوسفين أولاً مع بروموأسيتات الإيثيل للحصول على ملح الفوسفونيوم والذي يعالج بدوره مع قاعدة كيميائية متوسطة القوة للحصول على الإيليد الذي يفاعل بدوره مع الألدهيد في وسط من التولوين. في الخطوة التالية تجرى عملية هدرجة لروابط الكربونيل ألفا وبيتا غير المشبعة باستخدام غاز الهيدروجين على حفاز من البالاديوم في أسيتات الإيثيل؛ ثم تجرى عملية تحويل للإستر إلى كلوريد الحمض الكربوكسيلي باستخدام هيدروكسيد البوتاسيوم، ثم بالمعالجة بحمض ثم باستخدام كلوريد الثيونيل. بعد ذلك يجرى تفاعل فريدل-كرافتس للمركب الناتج باستخدام كلوريد الألومنيوم في وسط من ثنائي كلورو الميثان للحصول على كيتون؛ والذي يختزل باستخدام هيدريد ألومنيوم الليثيوم إلى كحول 4,3-ثنائي هيدرو-5H-بنزول[cd]بيرين-5-ول، والذي يعالج بحمض في مبادل أيوني ويهيأ للاختزال للحصول على المركب المطلوب.

## مركبات شبيهة

كيتون شبيه بالأولمبيسين

من المركبات الشبيهة بالأولمبيسين كل من بنزو(c)فينانثرين والذي ينقصه جسر ميثيلين -CH2-؛ أو الكيتون نفثانثرون Naphthanthrone، والذي تحل فيه مجموعة كربونيل محل الجسر الميثيليني.